# ブレスケンス号事件
ブレスケンス号事件（ブレスケンスごう）とは、1643年（寛永20年）にオランダ船ブレスケンス号（Breskens、全長33m、幅7mの武装ヤハト船）の乗組員が盛岡藩領に上陸し、捕縛された事件。乗組員らはしばらく後に釈放されたが、その後のオランダの対応に対して幕府が満足せず、完全に解決を見たのは1650年（慶安3年）になってからであった。

## 金銀島
古来よりヨーロッパでは、金銀を豊富に産する「金島」・「銀島」の伝説があった。1635年（寛永12年）、平戸のオランダ商館の職員であったウィレム・フルステーヘン（後、商館長）は、オランダ領東インド総督のアントニオ・ヴァン・ディーメンに宛て、「日本の東方北緯37度半、海岸からおよそ380-390マイル」に金銀島があると聞いたと報告している。この金銀島の報告に基づき、後に2回の探検隊が派遣されることとなった。最初の探検は、1639年（寛永16年）にマチス・クアストとアベル・タスマンによってなされたが、金銀島は発見されなかった。

## 第二回金銀島探検

### ブレスケンス号の一度目の山田寄港
1643年（寛永20年）2月、マルチン・ゲルリッツエン・フリースを隊長とする2回目の探検隊がバタヴィアを出航した。探検隊はカストリクム号とブレスケンス号（指揮官：ヘンドリック・コルネリスゾーン・スハープ）の2隻で構成された。ところが、5月に房総半島沖で暴風雨に遭遇し、ブレスケンス号は一旦千島列島沖まで北上した後に南下し、6月10日に盛岡藩領である陸奥国山田浦（現在の岩手県山田町）に漂着した。突然現れた外国人に村民は驚いたが、上陸してきたオランダ人を歓迎した。ブレスケンス号は水の補給を受けた後、再び探検のため出航した。

### 二度目の寄港と乗組員捕縛
すでに日本では鎖国体制が完成しつつあり、1639年（寛永16年）にはポルトガル人が追放され、1641年（寛永18年）にはオランダ人も出島に移され、そこでのみの交易を許されていた。外国人上陸の話を村民から聞いた藩の役人は、ポルトガル人の可能性があるとして、再度外国人が上陸した場合には捕らえるようにと指示した。7月28日、ブレスケンス号が再度入港してきたが、このとき遊郭から女郎を呼んで乗組員を歓待した。すっかり安心していると、船長スハープ以下10人の乗員は捕縛されてしまった。当時の日本人が外国人との意思疎通に用いていた言語はポルトガル語であった。幸い、スハープはスペイン語が話せたため、何とか自分達がオランダ人であることを説明することができた。このため待遇は良くなったが、さらなる取調べのため江戸に護送されることとなった。

### 盛岡城へ連行
捕えられた船員達は先ず盛岡城に連行された。船長のスハープは
と、日記に城下町の印象を記している。その後藩主の南部重直に謁見した船員達は丁重なもてなしを受けた。藩主は当初彼らを密航した宣教師ではないかと疑い、通訳の役人に、ポルトガル人、スペイン人、フランス人、イギリス人、デンマーク人、スウェーデン人、クレタ人(ギリシャ人)ではないかと質問させた。また十字架を差し出して祈祷するように言った。彼らはこれらを拒否しオランダ人である、と答え、また、皇帝(徳川家)の許可を得て長崎で交易をしたり毎年江戸で皇帝に拝謁し贈り物もしていると答えた。藩主は更に彼らを試すため踏絵に用いる聖母マリアの描かれた銅板を差し出し、これに接吻するはずだと言った。しかし船員達は反対に銅板に唾を吐き、これを砕いてもよいかと尋ねた。これを聞いた藩主は大笑いし、彼らが宣教師などではないことを確認した。また船員の一人はセイロン島でポルトガル人から受けた傷を見せ、ポルトガル人はこういうことをする我々の仇敵であると答えた。こうしたアピールは藩主に気に入られた。その後二週間程盛岡に滞在した後、江戸へと出立した。スハープの日記によると、滞在中彼らの身辺の世話をしていた役人は涙を流し別れを惜しんだという。

### 乗組員解放
オランダ人が捕縛されたという話は、すぐに出島のオランダ商館にも伝えられた。このため、新旧二人の商館長ピーテル・アントニスゾーン・オーフルトワーテルとヤン・ファン・エルセラックが例年より1ヶ月ほど早く江戸に参府し、宣教師の潜入や日本への領土的野心を目的とするものではないと釈明した。これが受け入れられ、12月8日に10人は釈放された。

## 幕府の不満
オランダ側はこれで事件は解決したものと考えていた（このとき、両商館長は家康の「オランダ船は日本のどこの港にも寄港して良い」との朱印状を持参していた）。が、幕府は今回の釈放は将軍徳川家光の「特別な配慮による」ものであり、オランダは感謝の意を示すべきと考えていた。このため、毎年参府してくる商館長に、恒例のようにブレスケンス号の乗員達のその後を尋ね、事件を思い出させていた。しかし、それでもオランダ側に特別な対応が見られないため、1648年（慶安元年）に参府したフレデリック・コイエットは家光への拝謁を拒否され、翌年のディルク・スヌークにいたっては、参府すらも許されず、オランダ商館は危機に瀕した。

## 特使派遣
事態を重く見たオランダ東インド会社は、バタヴィアの商務総監（総督の次席）で日本通のフランソワ・カロンが中心となって対策をたて、謝礼使節を江戸に派遣することとなった。特使には「非商人」で法学博士の肩書きを持つペーテル・ブロークホビウスが、副使にはアンドレアス・フリシウスが選ばれた。さらに次期商館長であるブロウクホルストが補佐することとなった。加えて、一行には砲術士官のユリアン・スヘーデル（スウェーデン人）と外科医カスパル・シャムベルゲル（ドイツ人）が選ばれた。カロンは幕府が臼砲に非常に興味を持っているのを知っており、このため臼砲の献上と砲術士官の派遣は効果的と考えた。
次期商館長に任命されていたアントニオ・ファン・ブロウクホルストは、正副両使節より先発し、1649年（慶安2年）8月7日に出島に到着した。フリシウスは9月19日に到着したが、ブロークホビウスは船中で死亡していた。実は会社はそれを予期しており、その場合はフリシウスに全権を委ねると共に、ブロークホビウスの死体に防腐処置を施し、特使の正装を着せた上で日本側に見せ、オランダ人の誠意を見せることとなっていた。ブロークホビウスは稲佐悟真寺に埋葬された。
フリシウス、ブロウクホルスト、スヘーデル、シャムベルゲルら一行は11月25日に長崎を出発し、12月31日に江戸に到着した。その後3ヶ月間登城できなかったが、これは家光が病気のためであった。4月7日、ようやく登城が許され、幕閣と会うことができた。会見は友好的なものであり、カロンの予想通り、特にスヘーデルが40ポンド臼砲の砲撃を披露すると大いに喜ばれた。一行はスヘーデルとシャムベルゲルを江戸に残し、5月3日に長崎に戻った。スヘーデルは「戦士」として日本人に気に入られ、江戸に5ヶ月間引き止められる。長崎に戻ったのは11月14日であった。スヘーデルの教えは北条氏長により「攻城阿蘭陀由里安牟相伝」としてまとめられた。
ともあれ、この特使の派遣は成功であり、翌年から日蘭関係は極めて良好なものとなった。

## 沈没
事件発生から3年後の1646年（正保3年）8月1日、フィリピンのティカオ島沖の海戦で、ブレスケンス号は沈没した。

## 命名
ブレスケンス号が来航した山田湾に浮かぶ大島は、別名オランダ島と呼ばれている。また、スハープらが捕縛された小島は女郎島と呼ばれていた。